# 六穹顶犹太会堂
六穹顶犹太会堂（直译：「阿尔特古姆巴兹犹太会堂」）是阿塞拜疆一座犹太会堂，亦为地标性犹太历史博物馆，位于库巴区克尔米兹克萨巴（红村）。会堂建筑始建于19世纪末，设计灵感源于伊斯坦布尔的一座犹太会堂。会堂曾长期作为宗教教育中心。
红村地处阿塞拜疆东北部，毗邻俄罗斯边境，被认定为以色列和美国以外全球唯一完全由犹太人构成的村落，亦是最后一个幸存的犹太小镇。

## 历史
六穹顶犹太会堂位于库巴区克尔米兹克萨巴，由本地建筑师吉勒尔·本·哈伊姆（הלל בן חיים；）设计建造，1888年竣工。该建筑融合东方元素与摩尔复兴式建筑风格。六座穹顶象征吉尔加特村（Qilqat）犹太居民应库巴汗侯赛因·阿里之邀迁居红村历经的六日历程。
苏联统治期间，会堂曾改建为仓库与缝纫工场。1991年阿塞拜疆共和国独立后，会堂产权归还犹太社区。1995年，在社区代表马尔达海·阿布拉莫夫（Mardakhai Abramov）与谢苗·尼萨诺夫（Semyon Nisanov）倡议下，会堂于同年10月启动修复工程。2001年10月11日，会堂举行复兴庆典，全面修复最终于2005年完成。
阿塞拜疆文化部已将六穹顶犹太会堂列为受保护建筑。会堂至今仍供宗教活动使用，安息日及宗教节日期间均对外开放。

## 结构

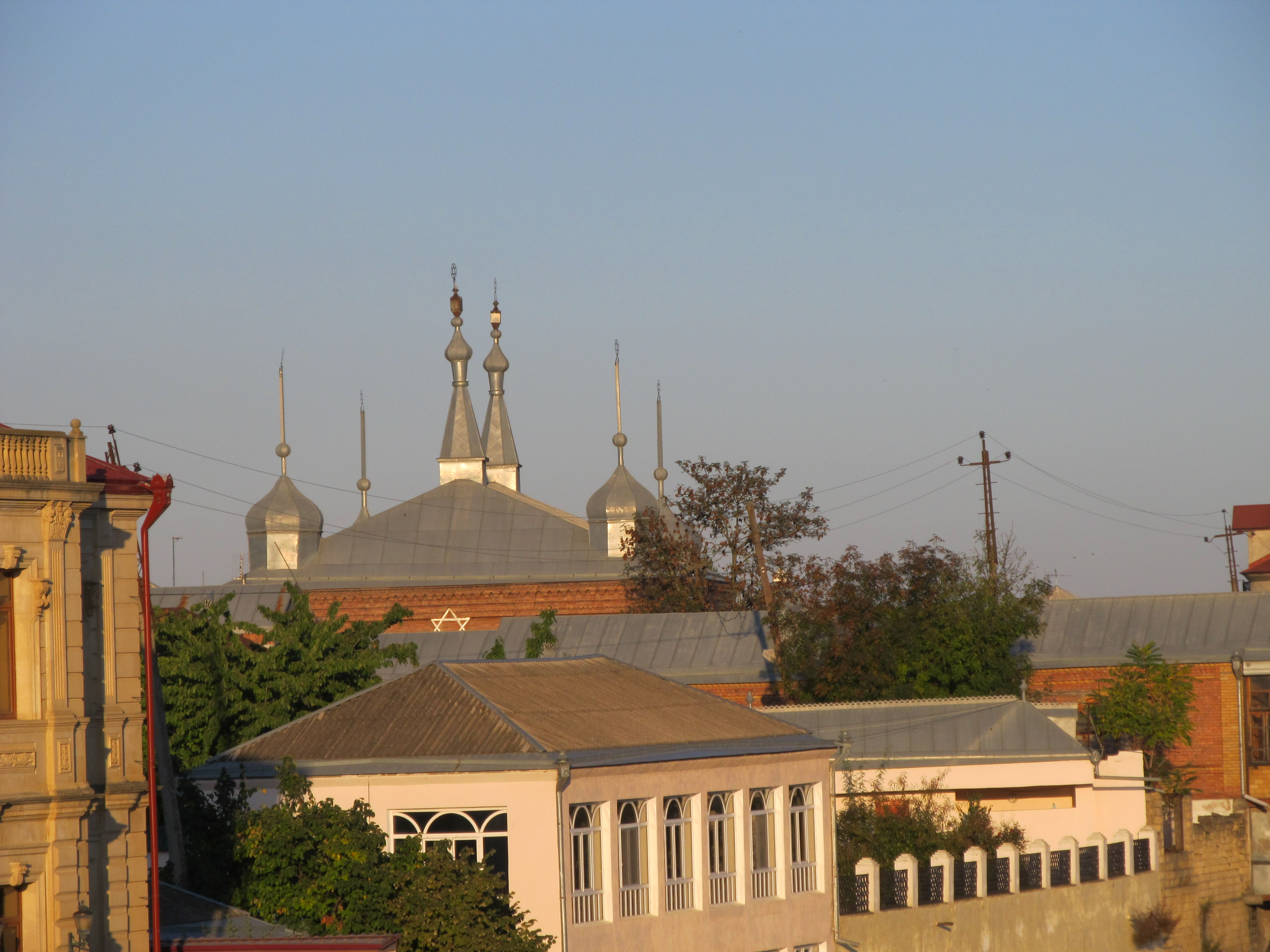
犹太会堂屋顶之上的六座穹顶

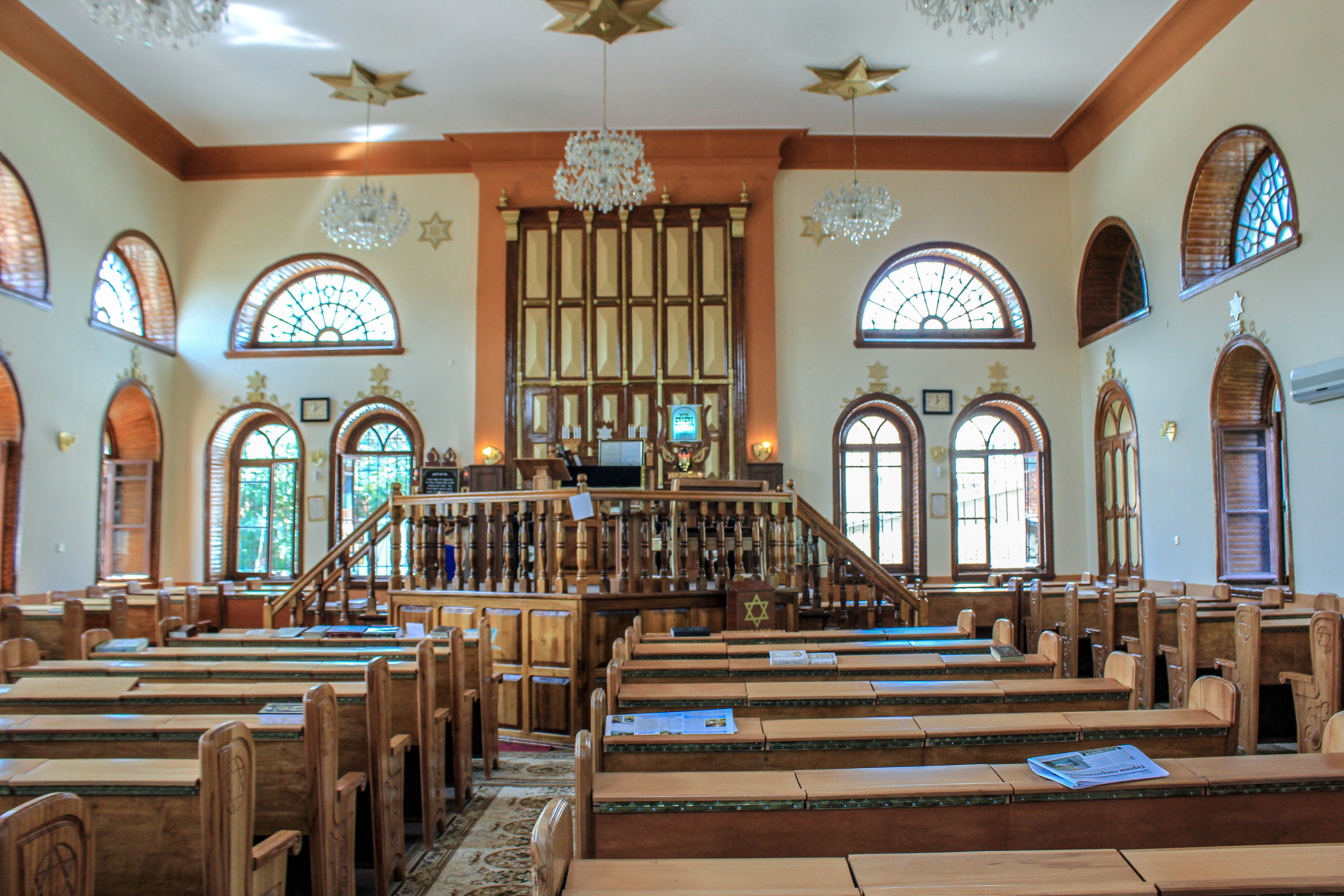
六穹顶犹太会堂祈祷大厅

六穹顶犹太会堂是一座两层矩形结构建筑。底层部分位于街道水平面以下，用作地下室和厨房，地下室设60人容量附属祈祷厅。上层设有祈祷大厅，设14扇主窗。建筑地面以上的高度为七米。建筑师姓名以镀金字母镌刻于会堂正立面。
为最大限度提升祈祷大厅的采光效果，在两侧纵墙上各开设两排窗，每排六扇。下排为六扇带圆拱的高矩形窗，上排为六扇尺寸较小的半圆形窗。在置放妥拉柜的墙面上，两侧各设两扇高窗，每对高窗上方配一扇宽幅半圆窗。祈祷大厅内部所有窗洞均安装木质窗框，形成宽大窗台基座。
会堂屋顶呈倾斜式构造，依当地建筑传统覆以平直镀锡铁皮瓦。屋顶上方立有六座纯装饰性穹顶。屋顶四隅各设一座洋葱状穹顶，坐落于六边形低矮鼓座之上。在屋面中央最高处，另有两座更为高耸纤瘦的复合结构穹顶，其底座为方形截面鼓座。所有穹顶表面均包覆金属薄板，顶端饰有大卫星。洋葱形制穹顶与多穹顶组合模式，是俄罗斯正教教堂的典型特征，亦常见于波斯及印度伊斯兰建筑。

## 图集

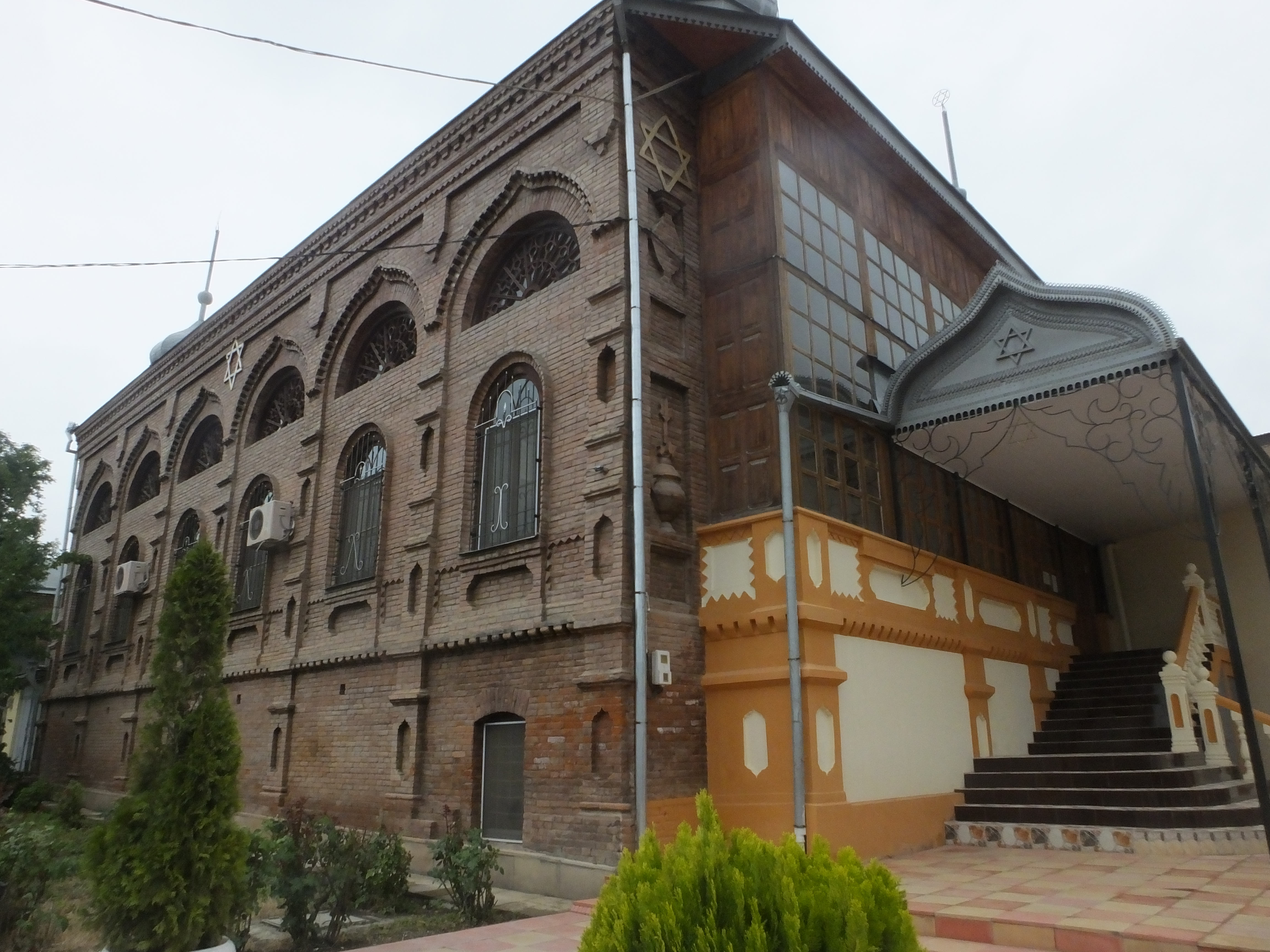
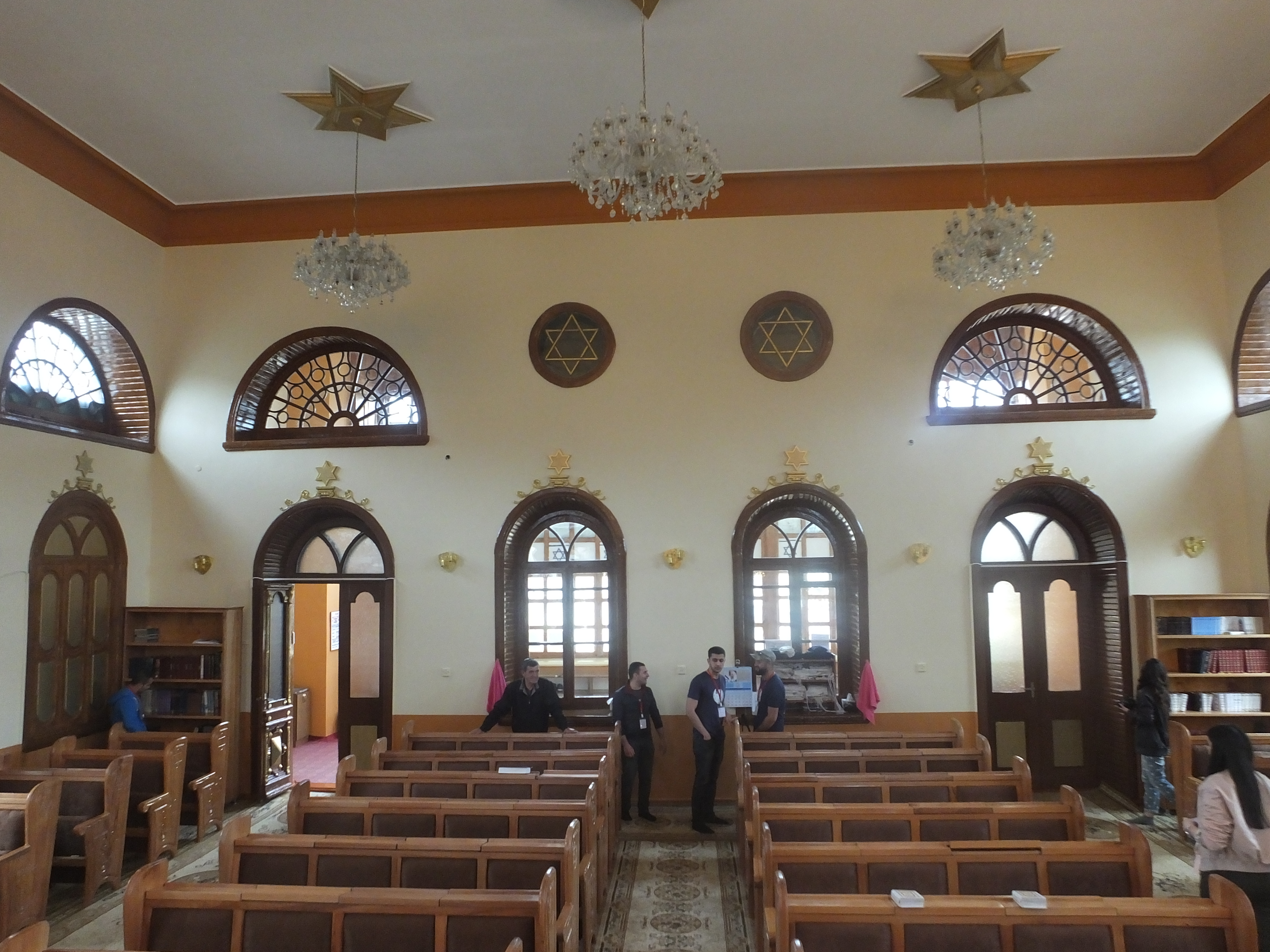
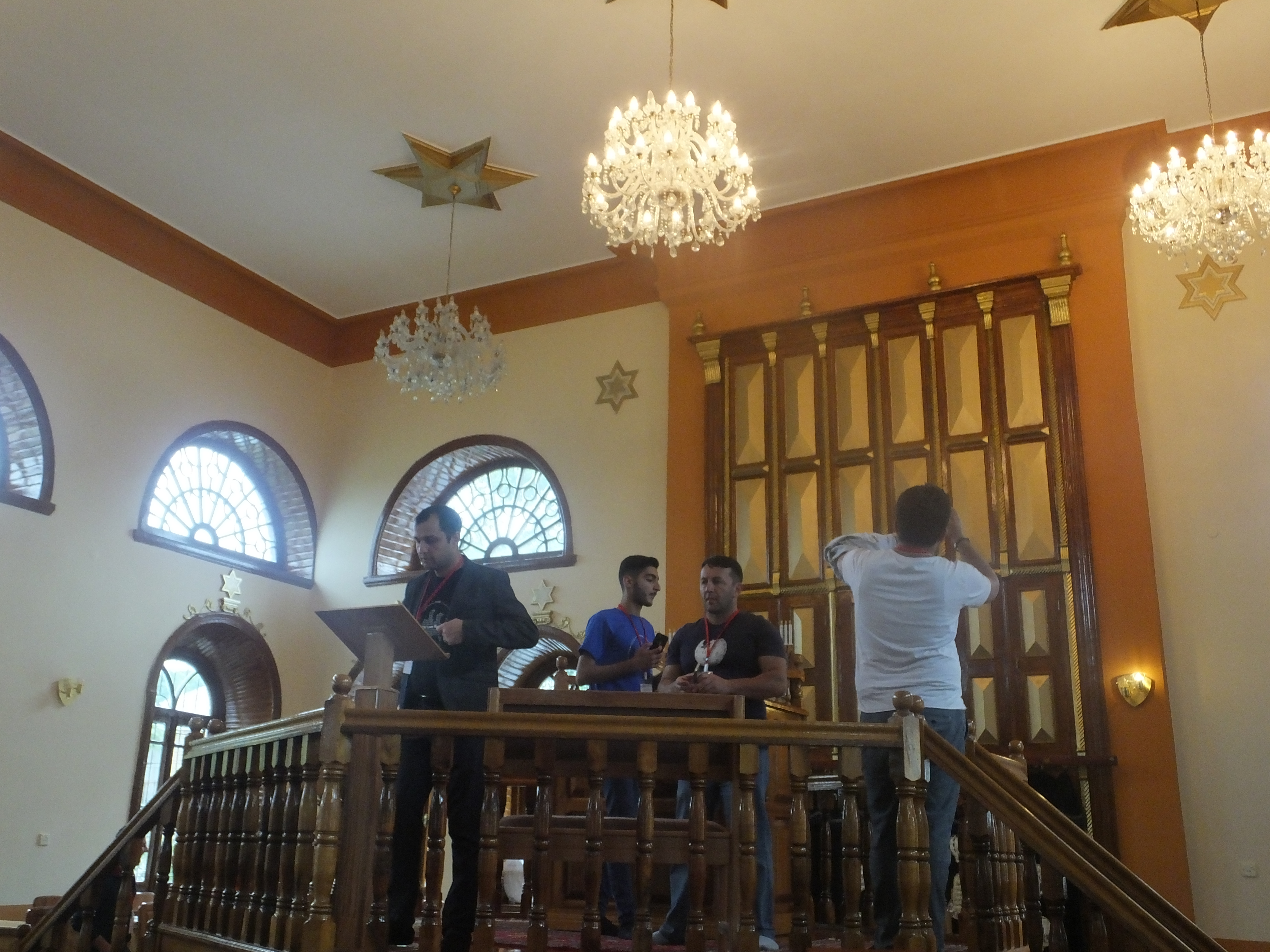
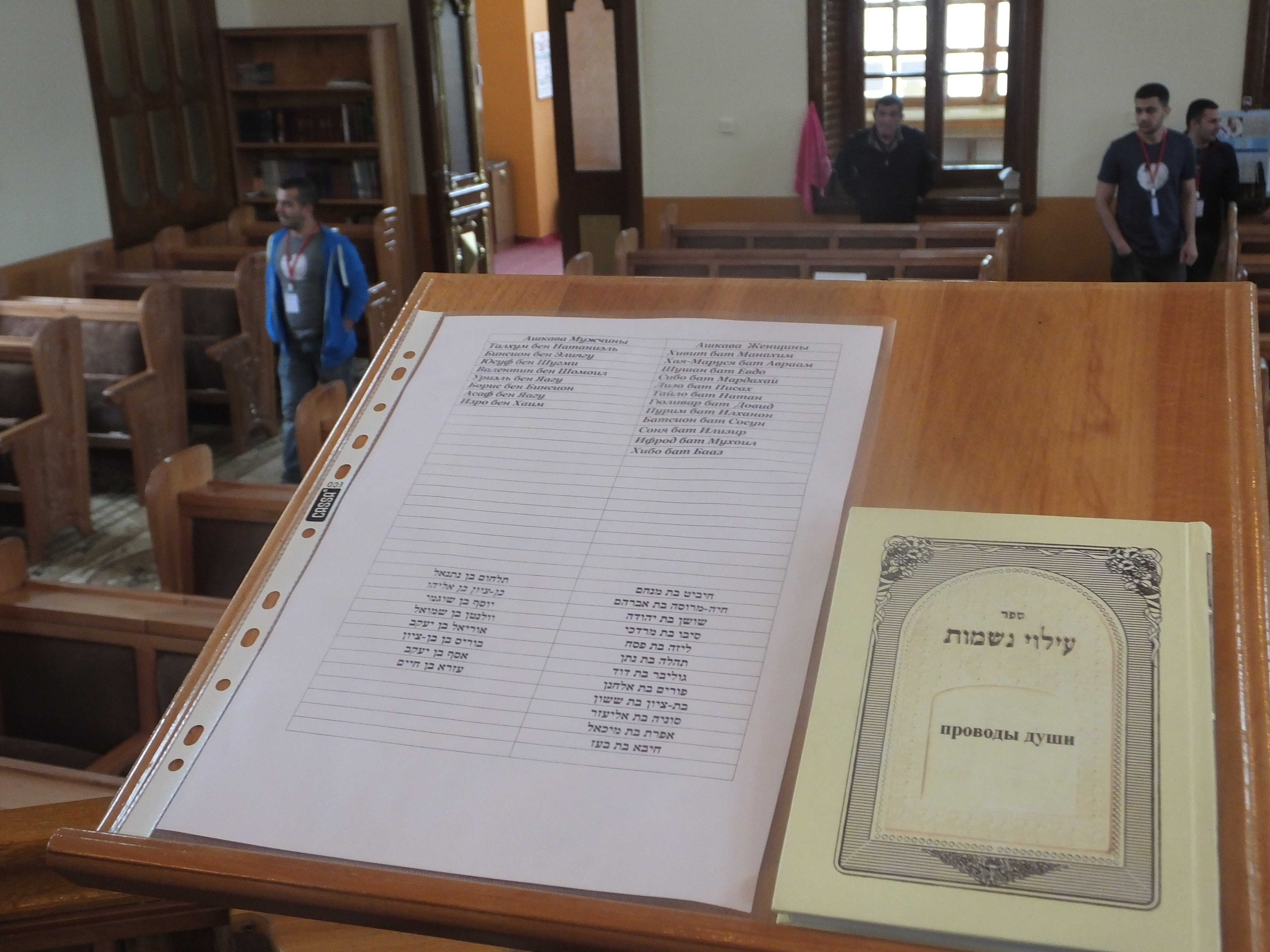
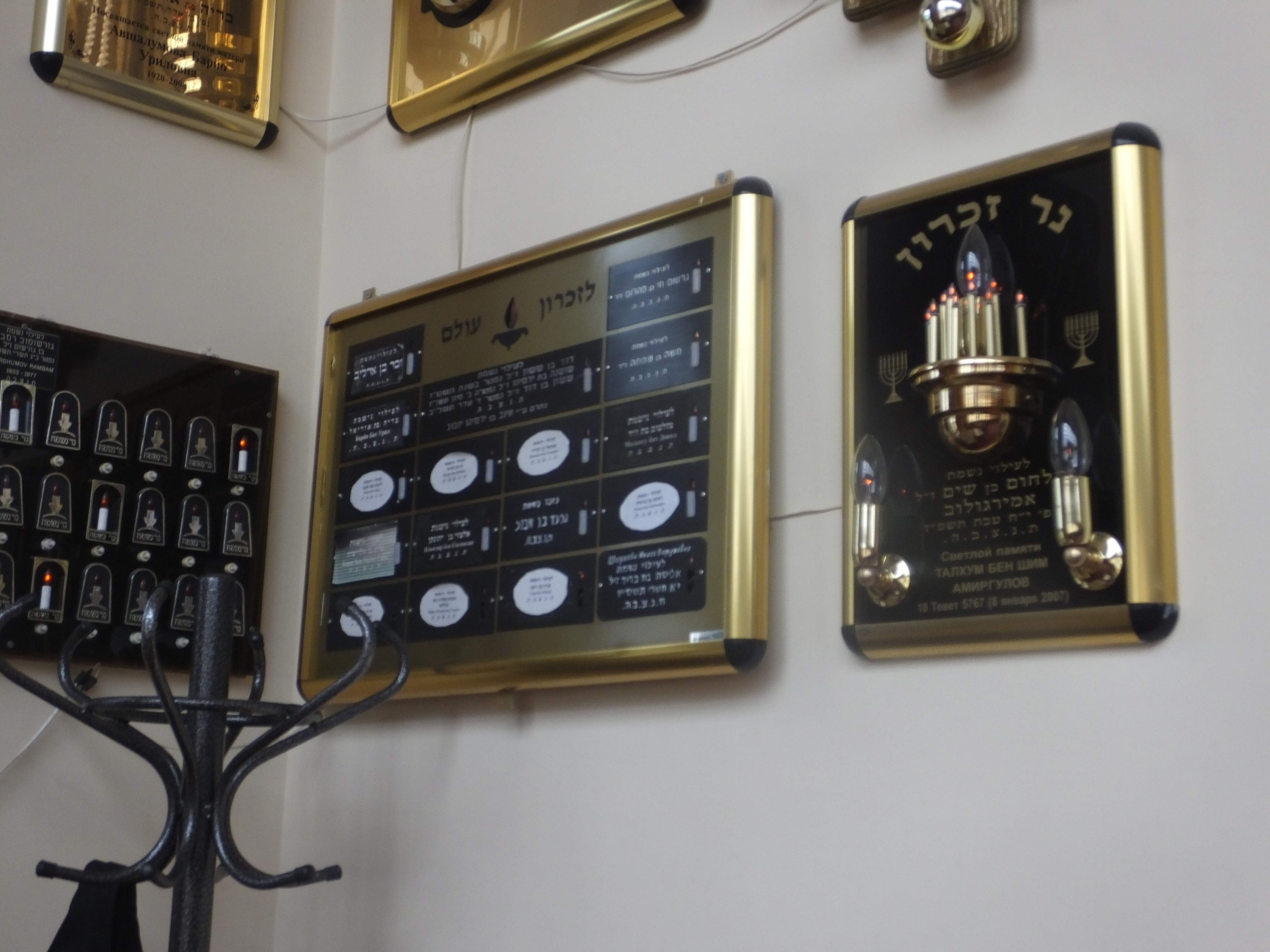
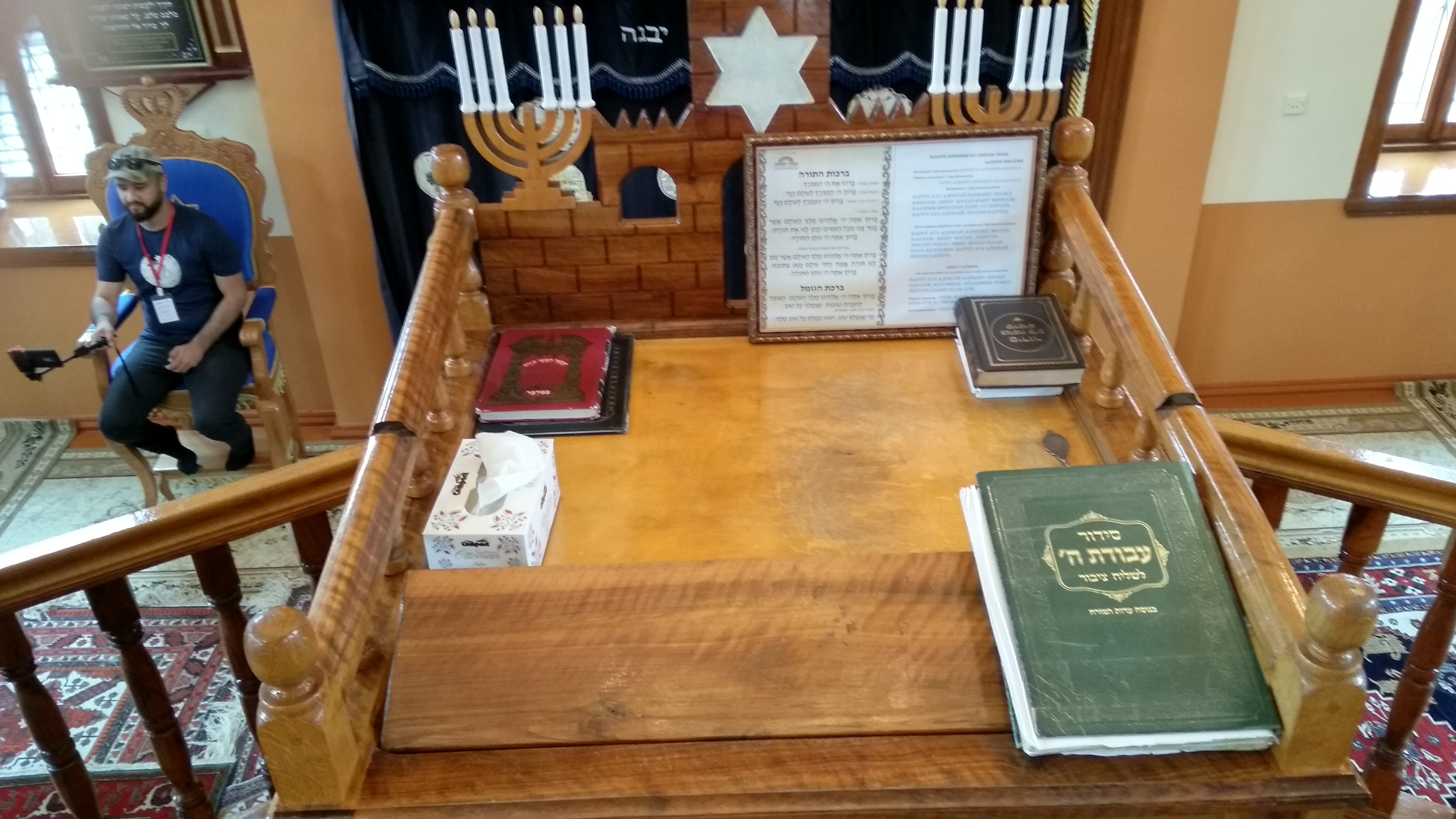
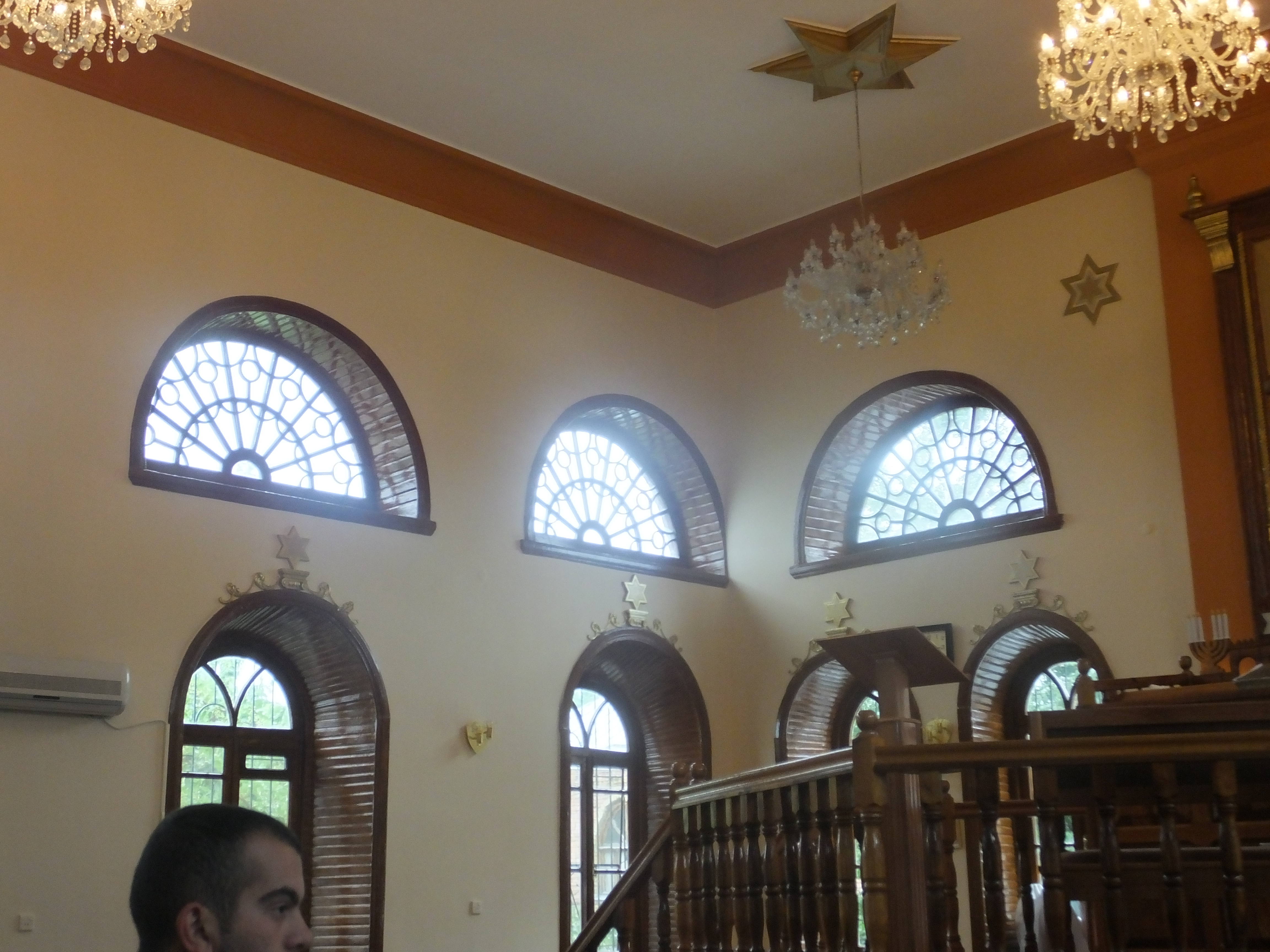
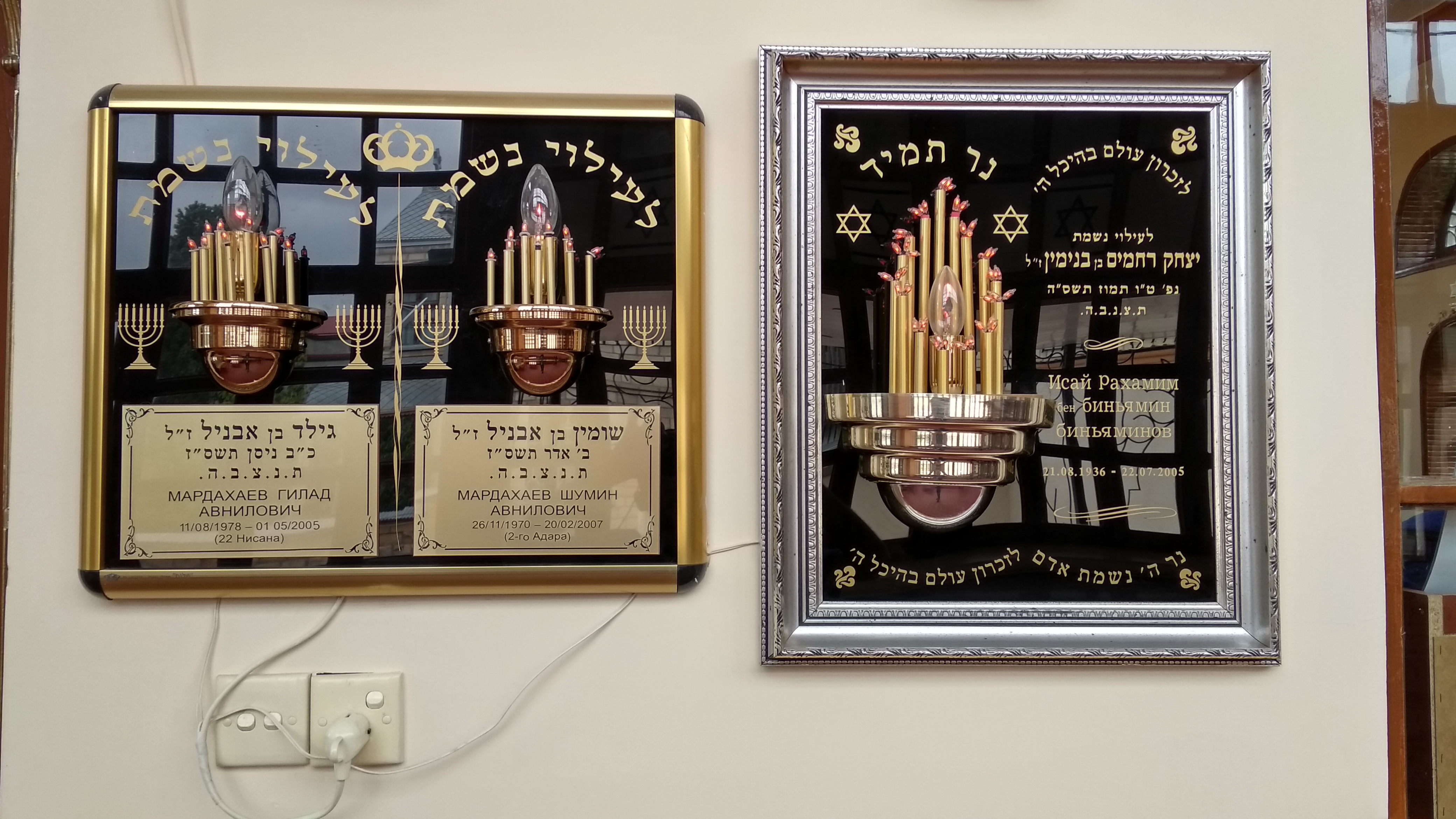
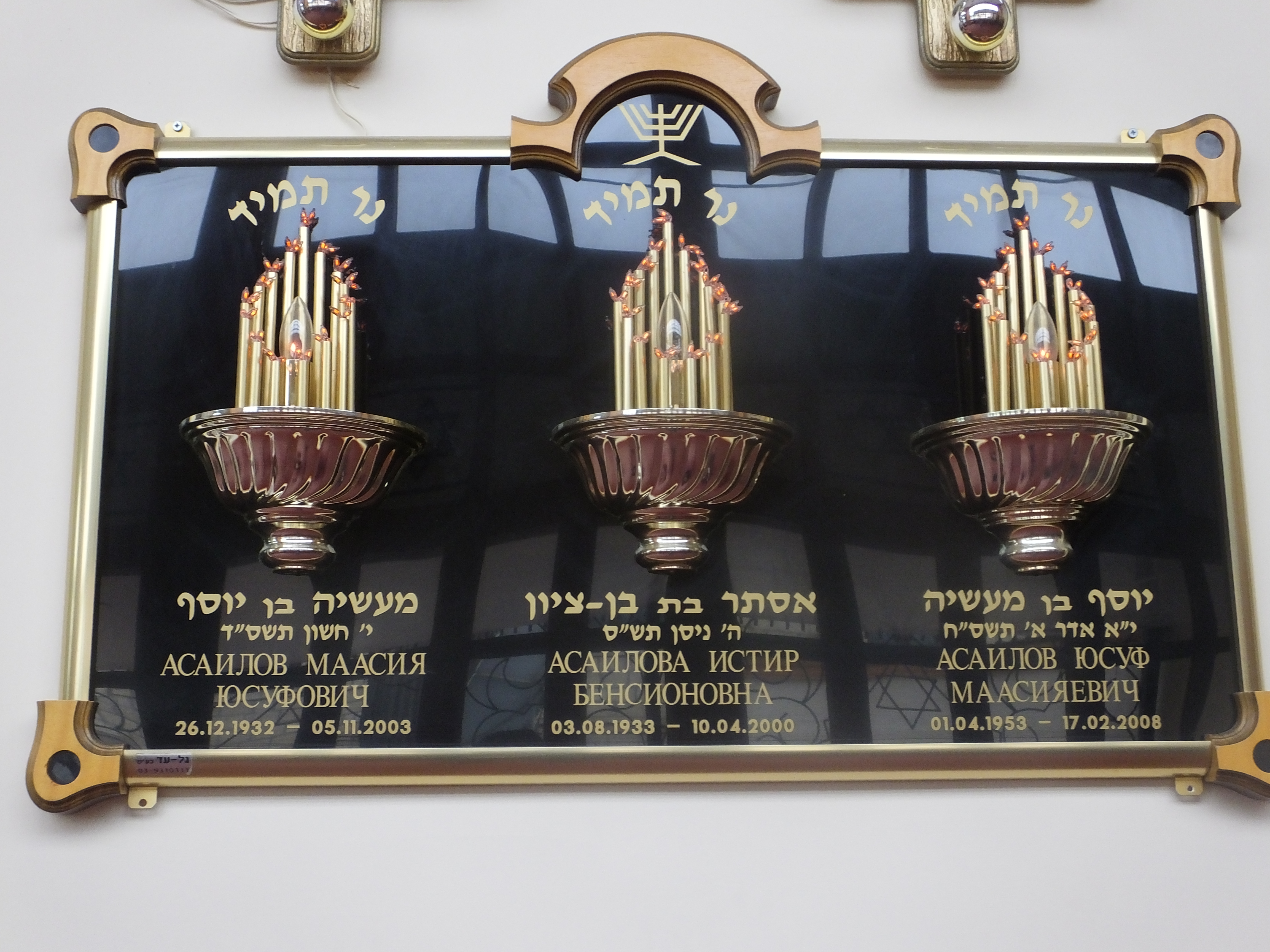